# Leptogorgia medusa
Leptogorgia medusa is een zachte koraalsoort uit de familie Gorgoniidae. De koraalsoort komt uit het geslacht Leptogorgia. Leptogorgia medusa werd in 1952 voor het eerst wetenschappelijk beschreven door Bayer. 